# Derthona Foot Ball Club 1927-1928
Questa pagina raccoglie le informazioni riguardanti il Derthona Foot Ball Club nelle competizioni ufficiali della stagione 1927-1928.

## Stagione
Nella stagione 1927-1928 il Derthona ha disputato il girone B del campionato di Prima Divisione Nord, ottenendo il nono posto in classifica con 12 punti.
Il Derthona, inizialmente retrocesso in Seconda Divisione, è riammesso in Prima Divisione per allargamento dei quadri.

## Rosa
| N. |                   | Ruolo | Calciatore        |
| -- | ----------------- | ----- | ----------------- |
|    | Italia (bandiera) | P     | Giovanni Caviglia |
|    | Italia (bandiera) | P     | Romolo Sartoris   |
|    | Italia (bandiera) | D     | Luigi Albasini    |
|    | Italia (bandiera) | D     | Giovanni Gastaldi |
|    | Italia (bandiera) | D     | Francesco Morando |
|    | Italia (bandiera) | D     | Giovanni Renati   |
|    | Italia (bandiera) | D     | Pietro Rolando    |
|    | Italia (bandiera) | D     | Mario Stringa     |
|    | Italia (bandiera) | C     | Marziano Barbieri |

| N. |                   | Ruolo | Calciatore             |
| -- | ----------------- | ----- | ---------------------- |
|    | Italia (bandiera) | C     | Pietro Bonelli         |
|    | Italia (bandiera) | C     | Pietro Ferrari         |
|    | Italia (bandiera) | C     | Guido Gaviglio         |
|    | Italia (bandiera) | C     | Tommaso Guglielminotti |
|    | Italia (bandiera) | A     | Giovanni Chiesa        |
|    | Italia (bandiera) | A     | Luigi Leone            |
|    | Italia (bandiera) | A     | Mario Piccinini        |
|    | Italia (bandiera) | A     | Ottavio Salvareschi    |
|    | Italia (bandiera) | A     | Pietro Taverna         |